# Catedral de Iucatã
A Catedral de Iucatã localiza-se na cidade de Mérida, capital do estado de Iucatã. É a sede da Arquidiocese de Iucatã e dedicada a Santo Ildefonso. Construída entre 1562 e 1599, a Catedral de Iucatã é a segunda mais antiga catedral católica do continente americano, superada somente pela Catedral de Santo Domingo. Considerando que Santo Domingo situa-se na Ilha de São Domingos, a de Iucatã é a mais antiga catedral da América continental.
Destaca-se também pelo estilo renascentista, mesclado com elementos comuns aos templos franciscanos.